# Armadilloniscus notojimensis
Armadilloniscus notojimensis is een pissebed uit de familie Detonidae. De wetenschappelijke naam van de soort is voor het eerst geldig gepubliceerd in 1990 door Nunomura.